# Пористий заповнювач бетонів зі відходів збагачення вугілля

Виробництво пористих заповнювачів з відходів вуглезбагачення порівняно з традиційною сировиною дозволяє зменшити витрати палива на 75—80 % і практично повністю виключити застосування глинистої сировини. Термічною обробкою (випал) спеціально підготовлених відходів вуглезбагачення можна отримати пористі заповнювачі бетонів різних видів: аглопорит, керамзит, порпорит та ін. Властивості отриманих продуктів залежать від способів термічної обробки вихідного матеріалу. Досліджені три способи обробки: випал в обертальних печах, випал у печах з киплячим шаром, спікання на агломераційних установках.
Найбільше підготовлений до промислового використання метод отримання пористих заповнювачів при спіканні породних частинок на агломераційній стрічці. Сутність технології полягає у тому, що на рухомій колосниковій решітці через попередньо запалений шар відходів вуглезбагачення продувається газоповітряний потік з температурою 1200—1400оС. У результаті окиснюваних процесів, що відбуваються у шарі, у випалюваному матеріалі створюється алюмосилікатний розплав, завдяки якому відбувається злипання частинок відходів в пористий і достатньо міцний конгломерат.
Схема технологічного процесу виробництва аглопориту (рис.) складається з підготовчих, основних і заключних операцій.
Підготовчі операції включають акумулювання і дозування відходів вуглезбагачення, їхнє дроблення до крупності 2,5 мм, змішування дробленої породи з домішками вугілля, глинистої породи і провалу (провал колосникової решітки агломераційної машини), грануляцію отриманої суміші.
Основні операції передбачають власне процес випалу гранул на колосниковій решітці агломераційної машини й очистку запилених горючих газів, які просмоктуються крізь шар шихти на агломераційній стрічці під дією вакууму, що створюється димососами. Запалювання вихідного матеріалу на початковій частині агломераційної стрічки здійснюється за допомогою горна, у якому використовується рідке або газоподібне паливо.
Заключними операціями є охолодження аглопориту, класифікація частинок за крупністю 20 або 40 мм, дроблення більш крупних грудок і класифікація на сорти. Охолодження аглопориту здійснюється безпосередньо на останній частині агломераційної стрічки зрошенням водою або у спеціальному охолоджуючому пристрої. Отриманий аглопорит класифікується на фракції 20—40; 10—20; 5—10 і 0—5 мм.
Густина аглопоритового щебеню становить 400—800 кг/м3, піску — 600—800 кг/м3; міцність аглопоритового щебеню — 0,6—3,6 МПа. При нормальній витраті цементу і використанні аглопоритових матеріалів з відходів вуглезбагачення можна виробляти легкі бетони густиною 1080—1470 кг/м3 марок 100 і 400. Такі бетони придатні для виготовлення усієї номенклатури виробів для сільськогосподарського, житлового і промислового будівництва. Аглопорит може застосовуватись також як теплоізоляційна засипка покрівельних перекриттів будов, теплокомунікацій тощо.
З відходів флотації доцільно виготовляти пористий пісок шляхом випалювання їх у топках з киплячим шаром.